# Parafia św. Mikołaja we Wrocławiu
Parafia Świętego Mikołaja we Wrocławiu – rzymskokatolicka parafia erygowana w 1272 roku, znajdująca się w dekanacie Wrocław-Śródmieście w archidiecezji wrocławskiej. Posługa duszpasterska od 1998 roku  jest sprawowana przez ojców Paulinów, a proboszczem jest o. Tomasz Chmielewski  OSPPE. Kościół parafialny mieści się przy ulicy św. Antoniego.

## Obszar parafii
Parafia obejmuje ulice:	św. Antoniego, św. Barbary, Bolesławiecka, Braniborska, Cieszyńskiego, Dobra, Drzewna, Góralska, pl. Jana Pawła II, Kaczmarskiego, Legnicka (nr. parz. 18-30, 46), św. Mikołaja (nr. 21-29, 30-33, 42-43, 49-50, 53-55), Nabycińska, Nowy Świat, pl. Orląt Lwowskich, Podwale (nr. 1-19a), Robotnicza (nr. 1-5, 6, 14-19a), Ruska (40, 45-48a), 50), Sikorskiego, Sokolnicza, Stacyjna, Strzegomska (nr. 3b-3c, 5, 7), Tęczowa (nr 3), Włodkowica, Wszystkich Świętych, Zelwerowicza, Ziemowita, Złotoryjska.